# Maisons Schmidt
 (janvier 2021).
Les maisons Schmidt sont deux maisons unifamiliales située en rue Huart Chapel à Charleroi (Belgique). Réalisées en 1913, leur construction est attribuée à l'architecte Oscar Rayon pour J.B. Schmidt.

## Architecture

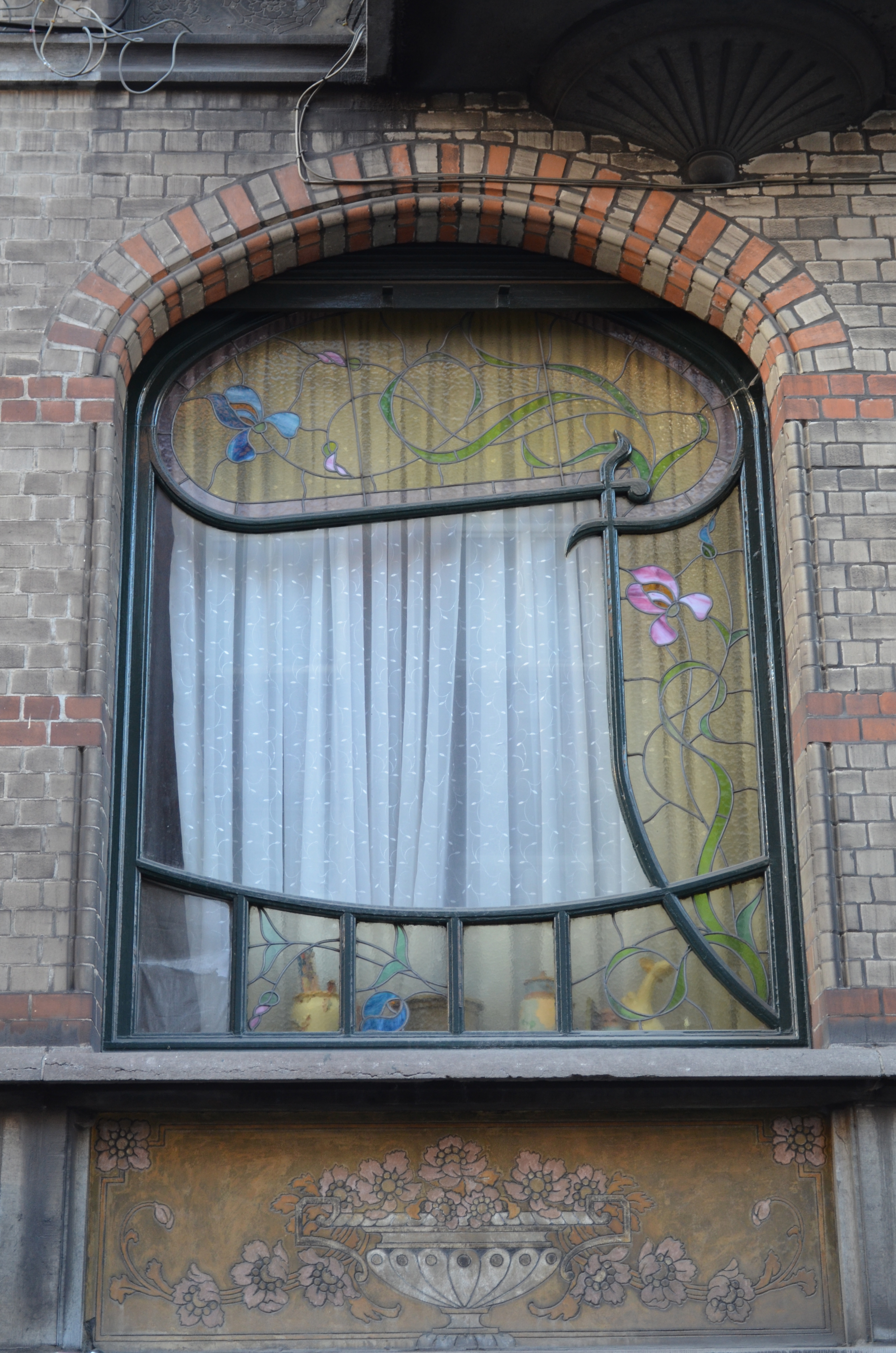
Détail de la fenêtre au rez-de-chaussée.

Ces deux bâtiments sont attribués à l'architecte carolorégien Oscar Rayon. Elles se caractérisent par deux façades identiques d'inspiration Art Nouveau, où le style se manifeste surtout au rez-de-chaussée. En fait, les éléments qui la caractérisent sont la forme des cadres de fenêtre, les motifs floraux sur le verre et les sgraffites en dessous. En général la façade est animée par un jeu polychrome de la brique et la ponctuation des éléments de la pierre bleue. L'utilisation de bandes horizontales de briques rouges accentue la division des étages et l'alignement des fenêtres. Les bâtiments sont répartis sur quatre étages. L'entresol est caractérisé par la porte d'entrée et le garage, le deuxième étage par une triple fenêtre avec balcon et le troisième par une double fenêtre. Ces deux maisons se rapprochent de celles réalisées par l'architecte Ernest Blérot en 1899 en rue Belle-Vue à Bruxelles,.